# Hervé Loste
Hervé Loste (* 29. Mai 1926 in Villenave-d’Ornon; † 10. Februar 1994 in Nouméa, Neukaledonien) war ein französischer Politiker. Von 1962 bis 1967 war er Abgeordneter der Nationalversammlung.
Der auf dem französischen Festland geborene Loste war beruflich in Neukaledonien und Wallis und Futuna im Unternehmen seines 1936 verstorbenen Großvaters André Ballande tätig. Wie auch sein Großvater war Loste politisch aktiv und war im März 1962 einer von drei Kandidaten um den erstmals vergebenen Sitz in der Nationalversammlung für Wallis und Futuna. Im ersten Wahlgang konnte er sich mit 57,6 % der Stimmen durchsetzen und schloss sich im Parlament dem IPAS an. Wenig später zog sein Vater Henry Loste für Wallis und Futuna in den Senat ein. Im Dezember 1962 musste er sich erneut der Wahl stellen und wurde mit 57,5 % der Stimmen als Abgeordneter bestätigt. 1967 wurde er jedoch von Benjamin Brial geschlagen. Im folgenden Jahr besiegte dieser ihn erneut. Loste starb 1994 in Neukaledonien.